# AIDS - undgå smitte
|  | Denne artikel er oprettet af botten Steenthbot ud fra en ekstern database. Den kan derfor have sproglige fejl eller mangler. Denne skabelon kan fjernes efter kontrol af indholdet. |

AIDS - undgå smitte er en dansk oplysningsfilm fra 1987 instrueret af Henrik Carlsen.